# TV-3 (Rusia)
TV-3 es un canal de televisión ruso centrado en el entretenimiento. Transmite principalmente series de televisión en géneros de misterio, ciencia ficción y fantasía. En 1997, el canal se puso en funcionamiento junto con el canal de televisión TV-6.

## Historia
En 1996, durante los Juegos Olímpicos de Atlanta, transmitió los programas del canal deportivo especializado Meteor-Sport producido por RTR-Teleset (en Moscú se transmitió en 35 TVK en el sitio del futuro canal TNT). El 18 de diciembre, comenzó su transmisión en Perm junto con la compañía de televisión "Auto TV" en el Canal 35. La transmisión de TV-3 en el formato original cesó en agosto de 1997.
Fue comprado en 2006 por ProfMedia de Vladimir Potanin ( ПрофМедиа ), que a su vez fue comprado por el gigante ruso de gas natural Gazprom y colocado en su división Gazprom Media en diciembre de 2013.
El 1 de noviembre de 2015, TV-3 presentó un nuevo logotipo, diseño gráfico y el eslogan "Todo menos lo habitual".
En 2023, la cadena compró los derechos de distribución de Miraculous: Tales of Ladybug & Cat Noir, que anteriormente eran propiedad de Disney en Rusia, pero se vendieron debido a la pausa de la compañía en el mercado y el cierre de Disney Channel Rusia.

### Fechas de inicio de transmisión
- 1 de agosto de 1998 en San Petersburgo
- 6 de octubre de 1998 en Moscú y Rusia.
- A partir del 1 de mayo de 2002, TV-3 está disponible en línea.

### Lemas
"Tu canal de películas" (2003-2004)
"Ficción. Misticismo Aventuras "(2007-2008)
"El verdadero místico" (2008-2010)
"La verdadera OPTIMística" (2010-2011)
Increíble TV-3 (2011-2012)
"La magia blanca ayuda en TV-3" (2012-2013)
"Todas las facetas de la realidad" (2013-2014)
La Colección Dorada de Misticismo (2014—2015)
"Todo, excepto lo habitual" (2015-2018)
"Enciende la imaginación, enciende el TV-3" (desde el 1 de septiembre de 2018)

## Controversias
Ha sido acusado de propaganda de superstición y esoterismo, incluida la exhibición de películas hechas con declaraciones de científicos sacadas de contexto que hacían parecer que los científicos estaban hablando con el presentador de TV-3. El académico de la Academia de Ciencias de Rusia A.M. Cherepashchuk afirma que la formación de transmisiones de esta manera es una violación de la ley de derechos de autor y causa daño moral a los científicos que proporcionaron la entrevista. En 2015, fue nominado para "el proyecto pseudocientífico más dañino (por la difusión de mitos, delirios y supersticiones)" antipremio de un premio estatal del Ministerio de Educación y Ciencia; sin embargo, el premio fue otorgado a los documentales conspirológicos de REN TV. La motivación para la nominación fue: "El canal, que se posiciona abiertamente como el "primer místico", promueve activamente supersticiones, esoterismo, pseudociencia y creencias paranormales".
En 2016, la directora, Daria Legioni-Fialko, fue removida para cumplir con la nueva Ley de Medios que requiere que la programación de transmisión sea dirigida solo por ciudadanos rusos sin doble ciudadanía.